# Ines Erbus
Ines Erbus, slovenska pevka, * 1. avgust 1993, Ljubljana.
Svojo glasbeno pot je začela pri osmih letih v Otroškem pevskem zboru Radiotelevizije Slovenija, v katerem je pela 6 let. V tem obdobju je sodelovala pri snemanju plošče Otroške pesmi in popevke (2001). Med letoma 2006 in 2013 je bila članica dekliške skupine Foxy Teens, s katero so leta 2008 izdale album Gremo fantje! (uspešnice »Gremo fantje!«, »Zaljubljena v skejterja« in »Modre oči«). Kot foxyca se je preizkusila v sinhronizaciji: svoj glas je posodila dvema glavnima junakinjama iz risanke Winx klub Flori in Techni, skupina pa je po Sloveniji nastopala z Winx showom. Z očetom Dušanom Erbusom je nastopala v zasedbi DolceVita, ki je bila ustanovljena 2010. Tudi njena mama Nastja Dimnik in teta Sandra Dimnik sta bili pevki. Leta 2013 se je podala na solistično pot in izdala singel »Dim od cigareta«, sledila sta »Moje oči plave« in »Malo se popilo« (vsi trije v hrvaščini). 

## Znan obraz ima svoj glas
Spomladi 2016 je sodelovala v 3. sezoni šova Znan obraz ima svoj glas. Preobrazba v Marjetko Vovk iz dua Maraaya v 7. tednu ji je prinesla tedensko zmago. V prvih 11 oddajah ji ni uspelo zbrati dovolj točk, da bi se uvrstila med finaliste.
| #   | Preobrazba       | Pesem                         |
| --- | ---------------- | ----------------------------- |
| 1.  | Cher             | "Strong Enough"               |
| 2.  | Anja Rupel       | "Zemlja pleše"                |
| 3.  | Madonna          | "Frozen"                      |
| 4.  | Shakira          | "Waka Waka"                   |
| 5.  | Judy Garland     | "Over the Rainbow"            |
| 6.  | Bee Gees (joker) | "Stayin' Alive"               |
| 7.  | Maraaya          | "Here for You"                |
| 8.  | Gossip           | "Move in the Right Direction" |
| 9.  | Shania Twain     | "That Don't Impress Me Much"  |
| 10. | Jelena Rozga     | "Nirvana"                     |
| 11. | Adam Levine      | "This Love"                   |
| 12. | Village People   | "YMCA"                        |

## Diskografija – kot solistka
- 2013: Dim od cigareta
- 2014: Moje oči plave
- 2015: Malo se popilo
- 2016: Slovenec in Slovenka – ft. Mišo Kontrec
- 2016: Kada cura časti
- 2017: Nemoj mi reći - ft. Pirati
- 2017: Sama sem kriva
- 2017: Tornado
- 2017: No no no
- 2018: Ti i ja
- 2019: Ambis ljubavi
- 2020: Šah mat
- 2020: Kad ti dotaknem usne − z Davidom Amarom
- 2021: Naj
- 2022 baš je glupo biti sam (David Amaro)